# Madrid (Surigao del Sur)
Madrid (Bayan ng Madrid) är en kommun i Filippinerna. Kommunen ligger på ön Mindanao, och tillhör provinsen Surigao del Sur. Folkmängden uppgår till 14 066 invånare.
Madrid är indelat i 14 barangayer.